# Aeroporto de Estrasburgo-Entzheim
O Aeroporto de Strasbourg Entzheim (IATA: SXB, ICAO: LFST) é um aeroporto situado 10km de Estrasburgo, na região de Entzheim, na França.

## Companhias aéreas e destinos
- Air France (Ajacio, Amesterdão, Atenas, Bastia, Bordéus, Calvi, Clermont-Ferrand, Copenhaga, Figari, Lille, Londres, Lyon, Marselha, Milão, Nantes, Nice, Paris, Rennes e Toulouse)
- Brussels Airlines (Bruxelas)
- Czech Airlines (Praga)
- Ibéria (Madrid, operado pela Air Nostrum)
- Royal Air Maroc (Casablanca)
- Tunisair (Djerba, Tunis)
- Turkish Airlines (Istambul)
- Ryanair (Porto,Inglaterra)